# Лангнан
Лангна́н (фр. Languenan, брет. Langenan) — коммуна во Франции, находится в регионе Бретань. Департамент — Кот-д’Армор. Входит в состав кантона Планкоэт. Округ коммуны — Динан.
Код INSEE коммуны — 22105.

## География
Коммуна расположена приблизительно в 340 км к западу от Парижа, в 60 км северо-западнее Ренна, в 50 км к востоку от Сен-Бриё.

## Население
Население коммуны на 2016 год составляло 1 165 человек.
| 1962 | 1968 | 1975 | 1982 | 1990 | 1999 | 2008 | 2016 |
| ---- | ---- | ---- | ---- | ---- | ---- | ---- | ---- |
| 737  | 792  | 749  | 769  | 811  | 805  | 1039 | 1165 |

## Администрация
| Период | Период | Фамилия       | Партия                  | Примечания           |
| ------ | ------ | ------------- | ----------------------- | -------------------- |
| 2001   | 2008   | Даниель Бюшон | Разные правые           |                      |
| 2008   |        | Лоик Жоли     | Социалистическая партия | менеджер по продажам |

## Экономика
В 2007 году среди 640 человек в трудоспособном возрасте (15—64 лет) 476 были экономически активными, 164 — неактивными (показатель активности — 74,4 %, в 1999 году было 67,8 %). Из 476 активных работали 446 человек (251 мужчина и 195 женщин), безработных было 30 (10 мужчин и 20 женщин). Среди 164 неактивных 45 человек были учениками или студентами, 61 — пенсионерами, 58 были неактивными по другим причинам.

## Фотогалерея

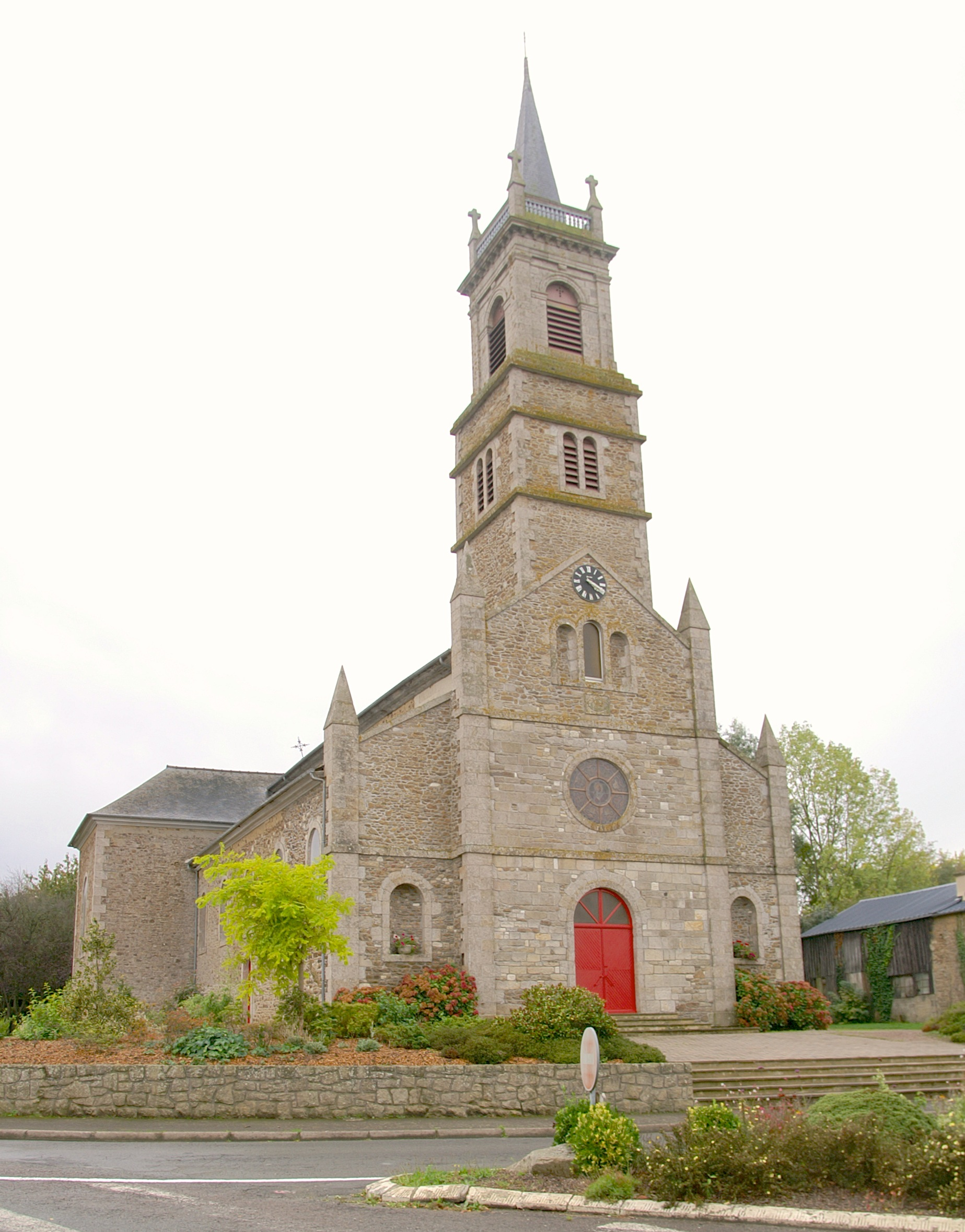
Церковь Сен-Жак
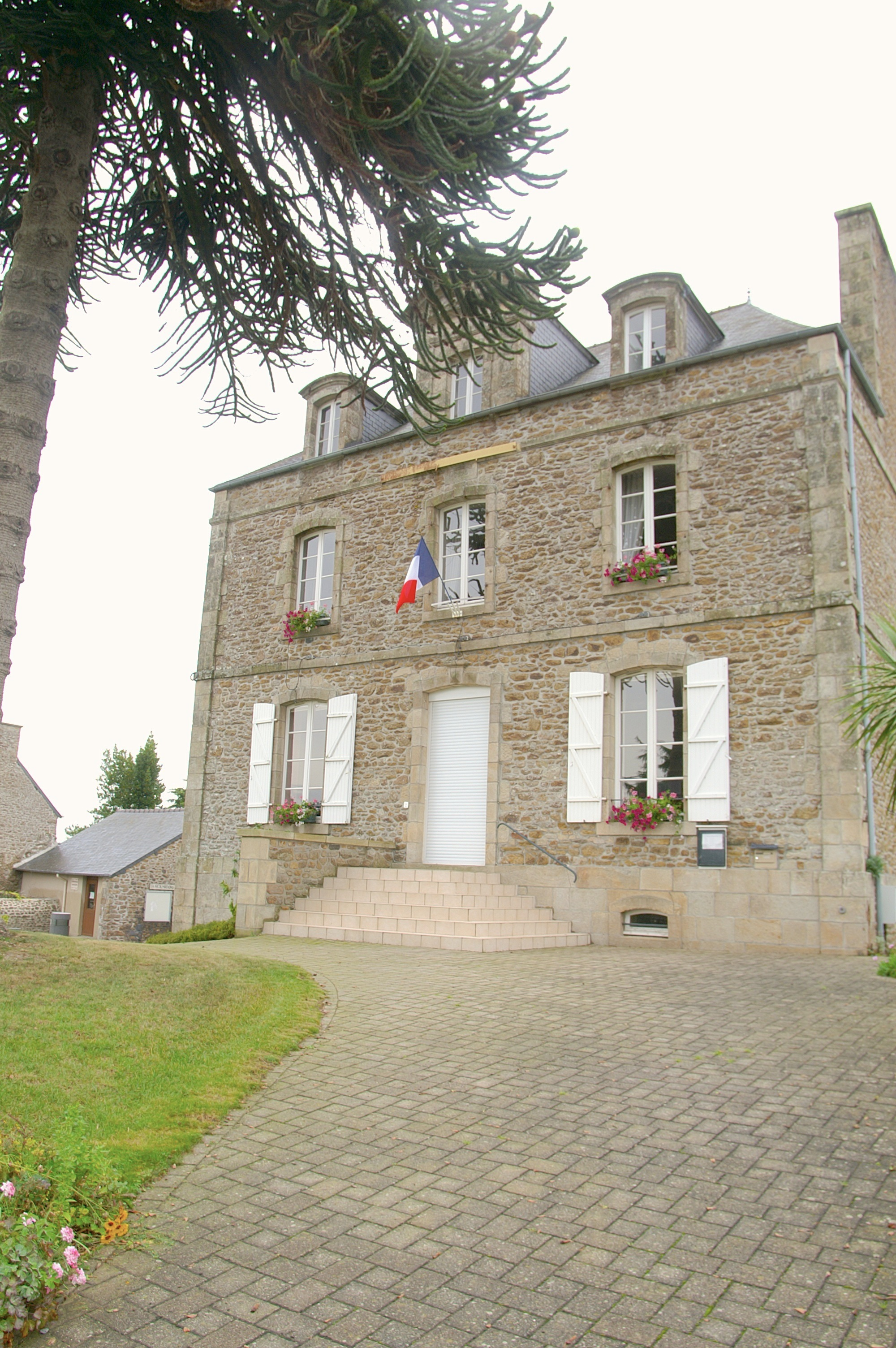
Мэрия
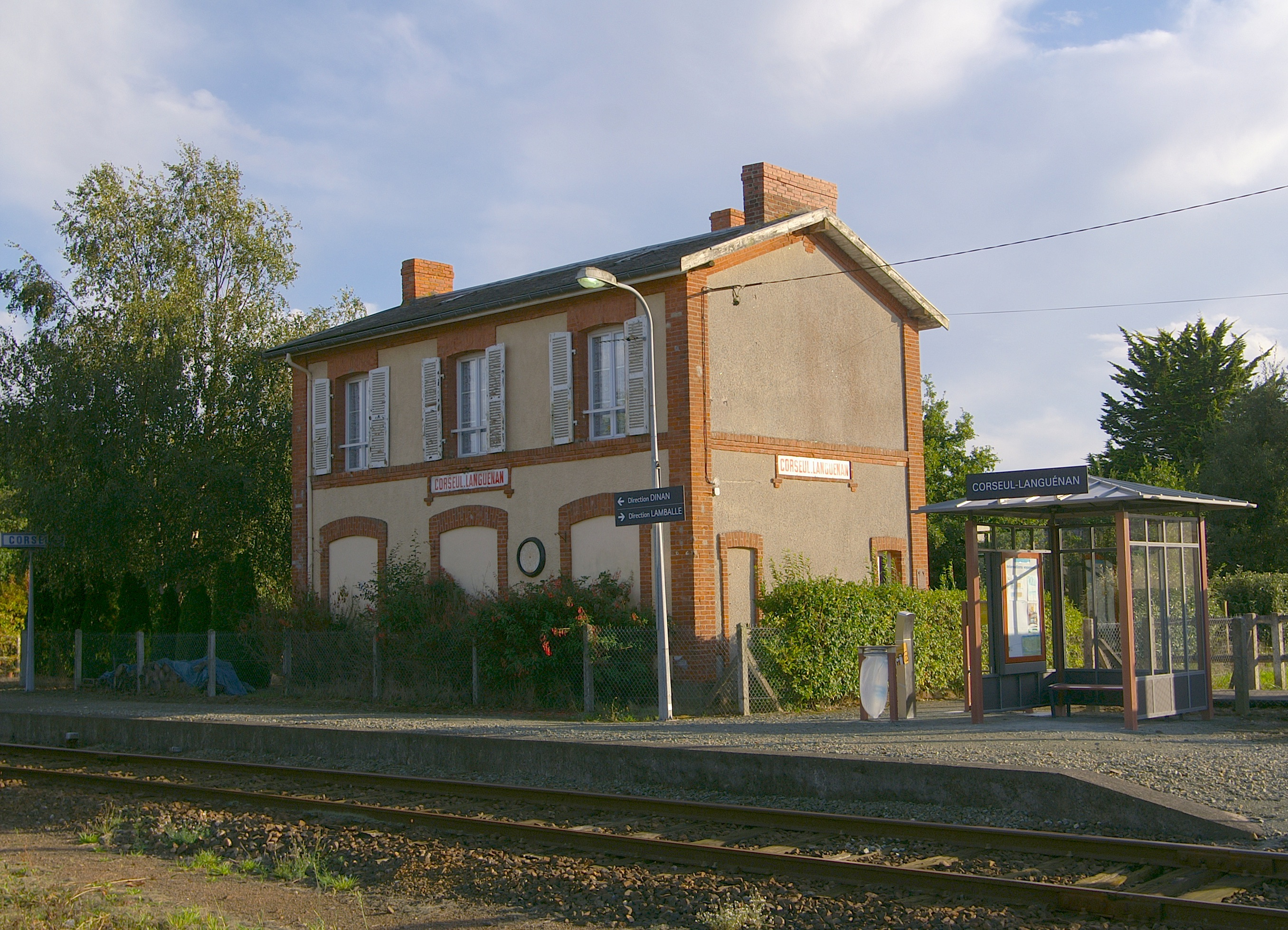
Вокзал Корсёль — Лангнан[фр.]
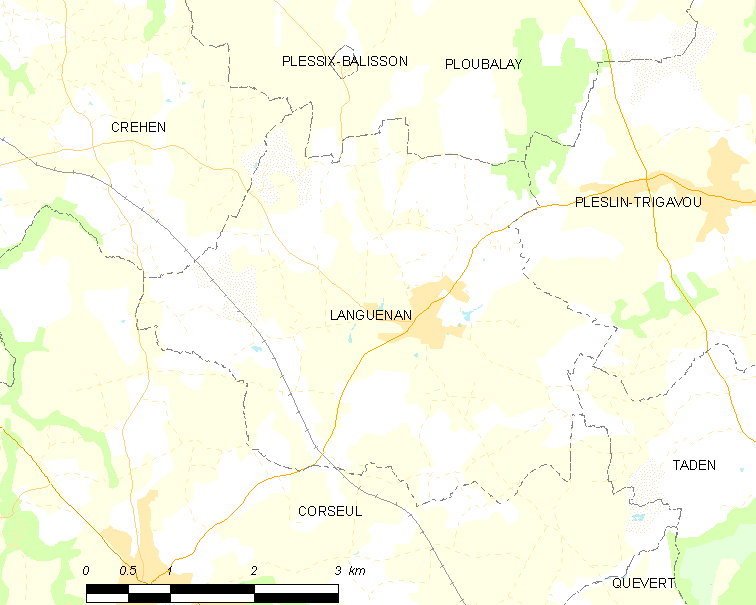
Карта коммуны